# George E. Russell
Pour les articles homonymes, voir George Russell et Russell.
George Ellis Russell, né le 23 janvier 1933 à Viscount (Saskatchewan) et mort le 8 mai 2016 à Laval (Québec), est un artiste canadien.
Son travail, qui laisse apparaître l'influence des Plasticiens, est connu pour ses tableaux hexagonaux aux formes géométriques et aux couleurs pures et pour ses peintures en noir et blanc, souvent proches de l'illusion d'optique. « L’œuvre de George E. Russell constitue un point de rencontre entre deux cultures artistiques. À la fois au sens géographique du terme, puisqu'elle s'abreuve à deux scènes artistiques éloignées, l'une située en terre natale en Saskatchewan et l'autre en terre d'adoption au Québec, mais aussi au sens temporel, puisque son travail transgresse l'abstraction géométrique des années 1970 pour intégrer les notions esthétiques de l’œuvre ouverte, de l'interaction des médiums et de la participation du spectateur, autant de caractéristiques fondamentales de l'art contemporain ».

## Biographie

### Formation artistique
George E. Russell peint dès l'adolescence et il suit ses premiers cours à l'Emma Lake Artist's Workshops (ateliers affiliés à l'Université de la Saskatchewan), avant d'entreprendre en 1969 une maîtrise en Études des arts à l'Université Concordia de Montréal. Ce déplacement géographique lui fait découvrir la scène artistique québécoise alors en pleine ébullition post-Refus global. Son travail s'en voit transformé, prenant alors la direction de l'abstraction et de la géométrie.

### Influence et style
Influencé par l'art optique-cinétique (Op Art), par le mouvement artistique Hard edge et par les productions du groupe de peintres québécois Les Plasticiens, George E. Russell développe une approche artistique dans laquelle fusionne à la fois abstraction géométrique et expression spontanée. Si son travail est souvent mis en relation avec celui de ses contemporains Guido Molinari et Claude Tousignant, Russell ne se revendique d'aucun courant artistique et aborde une démarche libre tout au long de sa vie. Dans les années 1970, la forme hexagonale devient un des éléments fondamentaux du vocabulaire de l'artiste. Il réalise sur ce nouveau format des séries de toiles géométriques, tantôt abstraites, tantôt inspirées des grands paysages des prairies de sa province natale, la Saskatchewan. Artiste multidisciplinaire, sa pratique l'amène à utiliser aussi bien la peinture acrylique sur toile que l'aquarelle, le dessin, la sculpture ou encore la sérigraphie.

### Enseignement
Il a enseigné comme professeur d'art à la Chomedey Polyvalent High School (Laval, Québec). Il est l'auteur de Let Your Art Come Out, un ouvrage théorique et pratique sur la production artistique qu'il rédige à l'attention de ses étudiants.

### Philanthropie et reconnaissance de son œuvre
Peu de temps avant son décès, George E. Russell fait don de plus de quatre-cents de ses œuvres à la Société de l'arthrite du Québec afin de recueillir des fonds. Ayant privilégié sa carrière de professeur et ayant été un artiste discret (quoique prolifique) restant en dehors des circuits du marché de l'art, ce don prestigieux met l'artiste sous les projecteurs et lui offre une reconnaissance de son œuvre : ses peintures sont expertisées par Yolande Racine, ancienne conservatrice d'art contemporain au Musée des beaux-arts de Montréal, qui reconnaît son talent et sa place importante dans l'histoire de l'art du Québec et du Canada. En 2020, une grande partie de son œuvre est exposée à la galerie ELLEPHANT de Montréal à l'occasion du Festival de peinture Pictura Montreal,.

## Œuvres
Une liste partielle des œuvres de Russell :

### Peintures
| Peinture | Titre                 | Date | Médium                 | Dimensions  |
| -------- | --------------------- | ---- | ---------------------- | ----------- |
|          | Interlocking Lines    | 1973 | Acrylique sur masonite | 61 x 120 cm |
|          | Deep Knee Bend        | 1974 | Acrylique sur masonite | 61 x 120 cm |
|          | Vertical "V"          | 1973 | Acrylique sur masonite | 61 x 120 cm |
|          | Alternative End Forms | 1973 | Acrylique sur masonite | 61 x 120 cm |
|          | Patched Canvas        | 1973 | Acrylique sur masonite | 61 x 120 cm |

| Peinture | Titre          | Date | Médium                 | Dimensions  |
| -------- | -------------- | ---- | ---------------------- | ----------- |
|          | Double Image 2 | 1974 | Acrylique sur masonite | 61 x 120 cm |
|          | Notch-Pyramid  | 1974 | Acrylique sur masonite | 61 x 120 cm |

| Peinture | Titre                     | Date | Médium              | Dimensions  |
| -------- | ------------------------- | ---- | ------------------- | ----------- |
|          | Monument to the Snow Moon | 1976 | Acrylique sur toile | 91 x 182 cm |
|          | Suspension Monument       | 1976 | Acrylique sur toile | 91 x 182 cm |
|          | Snow Kiss                 | 1977 | Acrylique sur toile | 91 x 182 cm |

### Sérigraphies
| Sérigraphie | Titre                    | Date | Dimensions     |
| ----------- | ------------------------ | ---- | -------------- |
|             | Silence                  | 1970 | 72.4 × 57.2 cm |
|             | Quatrain in Purple Field | 1970 | 57 x 72 cm     |
|             | Form In Shape            | 1975 | 51 x 66 cm     |
|             | Solid Forms and Spaces   | 1975 | 51 x 66 cm     |
|             | Monument Surfacing       | 1982 | 51 x 66 cm     |

### Aquarelles
| Aquarelle | Titre                     | Date | Dimensions |
| --------- | ------------------------- | ---- | ---------- |
|           | The Four Corners          | 1978 | 38 x 61 cm |
|           | Time Frame                | 1978 | 38 x 61 cm |
|           | Let "X" Equal The Unknown | 1978 | 38 x 61 cm |
|           | Concentic Cubes           | 1990 | 56 x 76 cm |